# Barthold Kuijken
Barthold Kuijken (Dilbeek, 8 maart 1949) is een Belgisch (Vlaams) fluitist bekend van barokmuziekuitvoeringen in de historische uitvoeringspraktijk. Samen met zijn broers Wieland Kuijken (cello en viool) en Sigiswald Kuijken (viool) en klavecinist Gustav Leonhardt waren zij pioniers in deze wijze van musiceren.

## Biografie
Barthold studeerde dwarsfluit aan het Brugse conservatorium en het Koninklijk Conservatorium van Brussel en Den Haag. Hij deed veel onderzoek op authentieke muziekinstrumenten. Dit vulde hij aan met historisch bronnenonderzoek (17e-19e eeuw), wat hem hielp bij het bespelen van deze instrumenten.
Hij speelde lange tijd in de barokorkesten Collegium Aureum en La Petite Bande. Daarnaast is hij vooral actief in verschillende kamermuziekensembles, als solist en ook als dirigent. Zijn repertoire gaat van barok tot vroeg-19e-eeuwse muziek en Claude Debussy. Hij nam de belangrijkste werken uit het fluitrepertorium op voor verschillende labels (Accent, Seon, Deutsche Harmonia Mundi, BMG, Sony, Arcana, Opus 111). Hij geeft les in barokfluit op de conservatoria van Brussel en Den Haag.
Barthold Kuijken behaalde in 2007 een doctoraat in de kunsten aan de Vrije Universiteit Brussel in het kader van de Universitaire Associatie Brussel. De titel van zijn proefschrift was: "The Notation is not the Music - Reflections on more than 40 years intensive practice of Early Music". Het artistieke portfolio bevatte al zijn opnames en publicaties.

## Personalia
- Zie het gelijknamige hoofdstuk op Sigiswald Kuijken

- Bibsys: 1005880
- Bibliothèque nationale de France: cb138961983 (data)
- CiNii: DA08601751
- Digitale Bibliotheek voor de Nederlandse Letteren: kuij030
- Gemeinsame Normdatei: 128693630
- International Standard Name Identifier: 0000 0001 2102 8422
- Library of Congress Control Number: n82155100
- MusicBrainz: 78d102d1-c148-4cbe-8d05-32b866a9fa21
- Nationale Bibliotheek van Tsjechië: xx0076463
- Nationale Bibliotheek van Israël: 987007446791005171
- Nederlandse Thesaurus van Auteursnamen: 073228397
- Système universitaire de documentation: 079505902
- Virtual International Authority File: 85801015
- WorldCat: E39PBJgMBdD9vJ3J6h8DwJd84q